# Wichita (film)
Wichita è un film western statunitense del 1955 diretto da Jacques Tourneur.
Gli interpreti principali sono Joel McCrea, che interpreta Wyatt Earp, Vera Miles e Lloyd Bridges.

## Trama
L'ex cacciatore di bisonti e imprenditore Wyatt Earp arriva nella città senza legge di Wichita, nel Kansas. Le sue abilità come pistolero lo rendono un candidato perfetto per il ruolo di sceriffo, ma egli rifiuta l'incarico che ripetutamente gli viene offerto, fino a quando non si sente moralmente obbligato a portare la legge e l'ordine in questa città selvaggia. L'uomo entra in conflitto con i suoi sponsor per i suoi modi troppo decisi e intransigenti. La sua mossa meno popolare è quella di vietare a tutti di portare le pistole in città, non importa quanto sia importante la persona. Nel frattempo Earp si innamora, ricambiato, di Laurie, la figlia del banchiere della città Sam McCoy, ma questo, irritato contro l'uomo che non vuole cedere minimamente ai suoi rigidi principi, vieta alla ragazza di incontrare di nuovo Earp. Solo quando il banchiere verrà colpito da una tragedia personale (i pistoleri uccidono casualmente la moglie) l'editto di Earp rivelerà il suo significato. McCoy si riappacificherà con lo sceriffo, che sposerà infine la figlia.

## Produzione
Il film, diretto da Jacques Tourneur su una sceneggiatura e un soggetto di Daniel B. Ullman, fu prodotto da Walter Mirisch per la Allied Artists Pictures e girato a Santa Clarita, nel Melody Ranch a Newhall e nei Monogram/Allied Artists Studios a Los Angeles, California, dal 4 al 29 gennaio 1955.

## Distribuzione
Il film fu distribuito negli Stati Uniti dal 3 luglio 1955 al cinema dalla Allied Artists Pictures.
Altre distribuzioni:
- in Svezia il 14 maggio 1956 (Vilda nätter i Wichita)
- in Portogallo il 26 giugno 1956 (Wichita)
- in Germania Ovest il 29 giugno 1956 (Wichita)
- in Austria nel luglio del 1956
- in Finlandia il 20 luglio 1956 (Lännen laki)
- in Spagna il 22 ottobre 1956 (Wichita)
- in Danimarca il 13 maggio 1957 (Højspænding i Wichita)
- in Brasile (A Ronda da Morte)
- in Brasile (Choque de Ódios)
- in Francia (Un jeu risqué)
- in Grecia (Monomahia horis telos)

## Critica
Secondo il Morandini il film è "sdrammatizzato, pur nella complessità dell'intrigo"... "affollato di personaggi, sobrio nel suo rifiuto del manicheismo".

## Promozione
Tra le tagline:
- There was Shane...There was High Noon..and now the memorable story of another man of courage whom fate decreed should meet the terrible furies of an untamed land
- The incredible but true story of WYATT EARP!
- In the tradition of western giants...the unforgettable story of Wyatt Earp!